# فيليكس هيلي
فيليكس هيلي (بالإنجليزية: Felix Healy)‏ هو لاعب كرة قدم ومدرب كرة قدم بريطاني، ولد في 27 سبتمبر 1955 في ديري في أيرلندا الشمالية. شارك مع منتخب أيرلندا الشمالية لكرة القدم. أما مع النوادي، فقد لعب مع بورت فايل وديري سيتي وليسبورن ديستليري ونادي سليغو روفرز ونادي كوليرين.

## وصلات خارجية
- فيليكس هيلي على موقع قاعدة بيانات كرة القدم.إي يو (الإنجليزية)
- فيليكس هيلي على موقع ناشيونال فوتبول تيمز (الإنجليزية)
- فيليكس هيلي على موقع عالم كرة القدم.نت (الإنجليزية)